# Płoszcza Lenina
Płoszcza Lenina, Plac Lenina (biał. Плошча Леніна; ros. Площадь Ленина, Płoszczad´ Lenina) – stacja mińskiego metra położona na linii Moskiewskiej.
Otwarta została w dniu 6 czerwca 1984 roku. Znajduje się w pobliżu głównego dworca kolejowego miasta: stacji Mińsk Osobowy.
Stacja jest jedną z trzech w całej sieci metra, do której wejście zostało wybudowane w istniejącym budynku (stoi on przy placu Niepodległości). Pozostałe dwie to Kupałauskaja i Kastrycznickaja.